# Coccophagus longiclavatus
Coccophagus longiclavatus är en stekelart som beskrevs av Shafee 1972. Coccophagus longiclavatus ingår i släktet Coccophagus och familjen växtlussteklar. Inga underarter finns listade i Catalogue of Life.